# TSF (groupe)
TSF est un groupe vocal formé par Philippe Berthe, Jean-Yves Lacombe, Marinette Maignan et Dominique Vissuzaine, auxquels se sont ajoutés Thomas Dalle et Daniel Huck. Ils font la première partie de Michel Jonasz à la Cigale en 1988 et à l'Olympia en 1993. Leurs spectacles sont mis en scène par Alain Sachs, Michèle Guigon et Patrice Thibaud. Le groupe a été actif dans les années 80 et 90.
Hélène Bohy a également été chanteuse dans le groupe.

## Albums
- Drôlement vocal (1988) (album avec Daniel Huck)
- Ça Va, Ça Va (1990)
- Un P'tit Air Dans La Tête (1992)
- Rêver d'amour (1994, Meyer Prod. M&M 941)

## Récompenses
Le groupe a été nommé à deux reprises aux Victoires de la Musique[réf. souhaitée].